# ビエー州 (南スーダン)
ビエー州（ビエーしゅう、英語: Bieh State）は、南スーダン北東部の上ナイル地方東部の州。旧称東部ビエー州（Eastern Bieh State）。
2015年に成立。2017年にアコボ郡が分離し、領域が小さくなると共に州都がアコボからワットへ変更され、また現在のビエー州へと改名された。2020年に廃止。
2015年の範囲の人口は506,410人（2014年推定）。

## 隣接州
- 北：東部ナイル州
- 北東：ラトゥジョール州
- 東：ガンベラ州
- 南東：ボーマ州
- 南西：ジョングレイ州
- 北西：ファンガク州

## 行政区画
- ウロー郡
- ニロル郡
  - アコボ郡（2017年にアコボ州として分離）